# Kalbach
Kalbach é um município da Alemanha, situado no distrito de Fulda, no estado de Hesse. Tem 70,64 km² de área, e sua população em 2019 foi estimada em 6.378 habitantes.